# Jyrki Wallenius
Ilkka Jyrki Wallenius, född 11 oktober 1949 i Kuusankoski, är en finländsk företagsekonom.
Wallenius blev ekonomie doktor 1975. Han var 1979–1988 biträdande professor i ekonomi vid Jyväskylä universitet och innehade 1990–1998 en tidsbunden professur vid Helsingfors handelshögskola, där han sedan sistnämnda år har varit ordinarie professor i företagsledning och 1999–2004 direktör för internationella utbildningscentret. Han var 1999–2004 biträdande chefredaktör för European journal of operational research. År 2002 utnämndes han till ledamot av Finska Vetenskapsakademien.
Han har publicerat vetenskapliga arbeten som främst berör beslutsprocesser och förhandlingar. 